# Blind (película)
Blind es una película dramática estadounidense de 2016 dirigida por Michael Mailer y escrita por John Buffalo Mailer. Fue protagonizada por Alec Baldwin, Demi Moore, Viva Bianca, Dylan McDermott y James McCaffrey. Fue estrenada el 14 de julio de 2017 por Vertical Entertainment.

## Sinopsis
Suzanne Dutchman (Demi Moore) aparentemente es una esposa feliz. Su marido Mark (Dylan McDermott) es un hombre de negocios que viaja continuamente y es un reconocido empresario. Sin embargo, con el paso del tiempo se empieza a revelar que la pareja no está completamente feliz y oculta un oscuro problema.

## Reparto
- Alec Baldwin es Bill Oakland.
- Demi Moore es Suzanne Dutchman.
- Viva Bianca es Deanna.
- Dylan McDermott es Mark Dutchman.
- James McCaffrey es Howard.
- Steven Prescod es Gavin O'Connor.
- Jabari Gray es Andre.
- Renée Willett es Kelly.
- Ski Carr es Ricky G.
- Drew Moerlein es Tim Landry.
- Eden Epstein es Ella.
- John Buffalo Mailer es Jimmy.
- Chloe Goutal es Becca.
- Gerardo Rodríguez es Frank.
- John-Michael Lyles es Kyle.
- Rae Ritke es Michelle Oakland.